# Francesco Mattesini
Francesco Mattesini (Arezzo, 14 aprile 1936) è uno storico italiano, figlio di Antonio Mattesini, maresciallo maggiore e capo disegnatore al SIM dello stato maggiore generale durante la seconda guerra mondiale.
Dal 7 febbraio 1959 al 3 luglio 1998 ha lavorato come impiegato civile al ministero della Difesa, presso il IV reparto, Ufficio servizi (poi ribattezzati, rispettivamente, Ufficio programmi di approvvigionamenti e Ufficio mobilità tattica) ma questa occupazione non gli impedì di intraprendere svariate collaborazioni. Dal 1974 cooperò con l'Ufficio storico della Marina Militare (USMMI) e l'anno seguente cominciò a collaborare con l'Ufficio storico dell'Aeronautica Militare; inoltre, negli anni ottanta, dette avvio a una collaborazione decennale con il Giornale d'Italia. Durante la sua attività ha scritto importanti testi, in particolare saggi, su riviste specializzate aventi come tema la guerra aeronavale dalla guerra civile spagnola a tutta la seconda guerra mondiale.
Mattesini è socio da molti anni della Società italiana di storia militare e della Associazione italiana documentazione marittima e navale, per le quali ha prodotto diversi saggi.

## Pubblicazioni
- Francesco Mattesini, Alberto Santoni, La partecipazione tedesca alla guerra aeronavale nel Mediterraneo, Roma, Edizioni dell'Ateneo & Bizzarri, 1980. (2ª edizione Albertelli, Parma, 2005)
- La battaglia d'Inghilterra, Edizioni dell'Ateneo, Roma, 1982.
- Il giallo di Matapan, Edizioni dell'Ateneo, Roma, 1985 (due edizioni, la seconda per l'Ufficio Storico dell'Aeronautica ad uso interno).
- La battaglia aeronavale di mezzo agosto, Edizioni dell'Ateneo, Roma, 1986 (due edizioni, la seconda per l'Ufficio Storico dell'Aeronautica ad uso interno)
- La battaglia di Punta Stilo, Ufficio Storico della Marina Militare, Roma: 1ª edizione 1990, 2ª edizione 2001 (rivisitata).
- Betasom. La guerra negli Oceani (1940-1943), Ufficio Storico della Marina Militare, 1ª edizione 1993, 2ª edizione 2002 (rivisitata).
- Le direttive tecnico-operative di Superaereo, volume I, tomo 1° e 2° (aprile 1940 – dicembre 1941), Stato Maggiore Aeronautica Ufficio Storico, Roma, 1992; volume II, tomo 1° e 2° (gennaio 1942 – settembre 1943), Stato Maggiore Aeronautica Ufficio Storico, Roma, 1992.
- L'operazione Gaudo e lo scontro notturno di Capo Matapan, Ufficio Storico della Marina Militare, Roma, 1998.
- La battaglia di Capo Teulada, Ufficio Storico della Marina Militare, Roma, 2000.
- L'attività aerea italo-tedesca nel Mediterraneo. Il contributo del X Fliegerkorps, Stato Maggiore dell'Aeronautica Ufficio Storico, Roma, 1995, 2ª edizione 2003 (riveduta e considerevolmente ampliata).
- Corrispondenza e Direttive tecnico operative di Supermarina – Scacchiere Mediterraneo: volume I, tomo 1° (maggio 1939 – luglio 1940), tomo 2° (agosto 1940 – dicembre 1940), Ufficio Storico della Marina Militare, Roma, 2000; volume II, tomo 1° (gennaio 1941 – giugno 1941), tomo 2° (giugno 1941 – dicembre 1941), Ufficio Storico della Marina Militare, Roma, 2002. Consegnato per la stampa il 3° volume, su quattro tomi (gennaio – dicembre 1942); in preparazione, su tre tomi, il 4° volume (gennaio – settembre 1943).
- La Marina e l'8 settembre, I° tomoː Le ultime operazioni offensive della Regia Marina e il dramma della Forza navale da battaglia; II° tomoː “Documenti”, Ufficio Storico della Marina Militare, Roma, 2002.
- Luci e ombre degli Aerosiluranti italiani e tedeschi nel Mediterraneo Agosto 1940 - settembre 1943, Santa Rufina (Cittaducale), RiStampa Edizioni, 2019.
- La Battaglia Aeronavale di Mezzo Agosto. Il contrasto delle forze italo-tedesche all'operazione britannica Pedestal, Santa Rufina (Cittaducale), RiStampa Edizioni, 2019.
- La decisione di Mussolini di occupare la Grecia. La tragedia delle Forze Armate italiane e l’aiuto della Germania Ottobre 1940 – Aprile 1941, Witness to War, 2020
- La notte di Taranto, 11 Novembre 1940, Operazione “Judgement” “Giudizio Universale,  SPS-061 Storia, Soldershop Publishing, Luca Cristini Editore, 2020
- Punta Stilo 9 Luglio 1940, 80º anniversario della prima battaglia aeronavale della Storia, RiStampa Edizioni, marzo 2La Battaglia di Creta Maggio 1941. Il contributo italiano”, Soldershop Publishing Storia,  Luca Cristi Editore, maggio 2020.
- L’agguato di Matapan. Errori, omissioni e menzogne di una famosa battaglia navale”, RiStampa Edizioni, Santa Rufina di Cittaducale (RI), Giugno 2020.
- La battaglia aeronavale di mezzo giugno. Operazionew “Julius”. Il contrasto italo tedesco alle operazioni britanniche “Harpoon” e “Vigorous”, Archeos, Rieti, dicembre 2020.
- La storia del radar in Italia prima e durante la guerra 1940-1945, Luca Cristini Editore, Zaniga (BG), 2020
- Operazione “Shingle”. Lo sbarco e la battaglia di Anzio, 22 gennaio – 4 giugno 1944, Edizione ARCHEOS, Via Abruzzi 28, Rieti, Aprile 2021.
- La dichiarazione di guerra alla Germania. Come l’Italia arrivò, con gli angloamericani alla firma del trattato di Malta, che riguardava i termini del Lungo Armistizio, e come, su insistente richiesta degli angloamericani stessi, si arrivò alla dichiarazione di guerra alla Germania del 13 ottobre 1942, Editore ARCHEOS di Silvano Mattesini, via Abruzzi 28, Rieti, Gennaio 2022.
- U-Boot tedeschi nel Mediterraneo Settembre 1941-Aprile 1942, 1ª Parte,  Editore Luca Cristini, Zanica (BG), Roma, 2020.U-Boot tedeschi nel Mediterraneo Aprile 1942-Settembre 1944, 2ª Parte, Editore Luca Cristini, Zanica (BG), Roma, 2021.
- Raid nell’Oceano Indiano 5-9 Aprile 1942. Il devastante attacco aeronavale contro l’Isola di Ceylon e nel Golfo del Bengala”, Soldershop Publishing Storia, Luca Cristini Editore, Zanica (BG) marzo 2021.
- 8 Settembre 1943. Dall'armistizio al mito della difesa di Porta San Paolo, Edizione ARCHEOS, Via Abruzzi 28, Rieti, aprile 2021, pagine 528.
- Il Giallo di Capo Bon. I retroscena inediti di un cumolo di errori. L’affondamento degli incrociatori “DA BARBIANO” e “DI GIUSSANO” nelle prime ore della notte del 13 dicembre 1941, Editore ARCHEOS di Silvano Mattesini, via Abruzzi 28, Rieti, Luglio 2021.
- La dichiarazione di guerra alla Germania. Come l’Italia arrivò, con gli angloamericani alla firma del trattato di Malta, che riguardava i termini del Lungo Armistizio, e come, su insistente richiesta degli angloamericani stessi, si arrivò alla dichiarazione di guerra alla Germania del 13 ottobre 1942, Editore ARCHEOS di Silvano Mattesini, via Abruzzi 28, Rieti, gennaio 2022.
- U-Boot tedeschi nel Mediterraneo Settembre 1941-Aprile 1942, 1ª Parte,  Editore Luca Cristini, Zanica (BG), Roma, 2020.
- U-Boot tedeschi nel Mediterraneo Aprile 1942-Settembre 1944, 2ª Parte, Editore Luca Cristini, Zanica (BG), Roma, 2021.

## Saggi sul Bollettino d'archivio dell'ufficio storico Marina Militare
- Settembre 1988: La prima spedizione dei sommergibili di Betasom nell'Atlantico Occidentale (febbraio-aprile 1942).
- Marzo-giugno 1989: L'ultima missione del sommergibile Da Vinci.
- Settembre 1990: Il bombardamento navale di Genova del 9 febbraio 1941.
- Dicembre 1990: L'operazione Halberd. Cronistoria documentata di una mancata battaglia navale.
- Settembre 1991: Lo scontro di Capo Bon (13 dicembre 1941).
- Giugno 1992: L'operazione Substance.
- Giugno 1993: L'Armistizio dell'8 Settembre 1943 (1ª parte). Da Cassibile al Consiglio della Corona. La memoria del generale Alexander e i promemoria di Supermarina e del Comando Supremo.
- Settembre 1993: L'armistizio dell'8 settembre 1943 (2ª parte). Il dramma delle Forze Navali da Battaglia.
- Giugno 1994: La Marina del "Regno del Sud". Parte prima: L'accordo navale tra Cunningham e de Courten, e la firma dell'armistizio lungo.
- Settembre 1994: La Marina del "Regno del Sud". Parte seconda: La dichiarazione di guerra alla Germania e l'emendamento all'accordo navale Cunningham-de Courten.
- Dicembre 1994: La Marina del "Regno del Sud". Parte terza: La cobelligeranza e il bilancio dell’attività operativa e logistica.
- Settembre 1995: I radiolocalizzatori della Regia Marina. Parte prima: Dalle prime sperimentazioni sulle onde elettromagnetiche alla realizzazione di Marinelettro Livorno.
- Dicembre 1995: I radiolocalizzatori della Regia Marina. Parte seconda: L'aiuto fornito dalla Germania.
- Settembre 1996: Il disastro del convoglio Duisburg. Parte prima: L'invio a Malta della Forza K e la pianificazione del convoglio Beta da parte dei Comandi italiani.
- Dicembre 1996: Il disastro del convoglio Duisburg, Parte seconda: Lo scontro notturno.
- Settembre 1997: Il blocco navale italiano nella guerra di Spagna (ottobre 1936-marzo 1939). Parte prima: Come si giunse alla prima campagna sottomarina e ai bombardamenti navali di Barcellona e di Valencia.
- Dicembre 1997: Il blocco navale italiano nella guerra di Spagna (ottobre 1936-marzo 1939). Parte seconda: Le operazioni navali nell'estate 1937, e l'attività della Regia Aeronautica contro i porti di Barcellona e Valencia.
- Settembre 1998: La notte di Taranto. Parte prima: Le misure italiane degli anni 1938-1939 per fronteggiare un eventuale attacco di aerosiluranti contro Taranto, e la pianificazione dell'operazione britannica Judgment.
- Dicembre 1998: La notte di Taranto. Parte seconda: Lo svolgimento dell'operazione Judgment e le considerazioni dei protagonisti.
- Settembre 1999: La pianificazione dell'"azione aeronavale a massa contro la flotta inglese nel Mediterraneo" (maggio-agosto 1941). La direttiva navale n. 7 (Di. Na. 7).
- Marzo 2000: La prima operazione offensiva della Squadra navale italiana sulla base della Direttiva Navale n. 7 (Di. Na. 7). Il tentato contrasto all'operazione britannica Mincemeat (Mediterraneo occidentale, 21-26 agosto 1941).
- Settembre 2000: Le operazioni aeronavali nel Mediterraneo e la crisi dei convogli libici nella 2ª e 3ª decade di novembre 1941. Parte prima: L'affondamento della portaerei britannica Ark Royal e il mancato arrivo in Libia del convoglio Pisani.
- Dicembre 2000: Le operazioni navali nel Mediterraneo e la crisi dei convogli libici nella 2ª e 3ª decade di novembre 1941. Parte seconda: L'affondamento della corazzata britannica Barham e l'annientamento del convoglio tedesco Marita e di quelli italiani Adriatico e Mantovani.
- Dal giugno 2001 al marzo 2004 (in 13 puntate): Alcune immagini della nostra ultima guerra sul mare (grosso servizio fotografico presentato ogni volta con ampia Introduzione sullo svolgimento della guerra combattuta, in comune, dalle armi italiane e tedesche, in Mediterraneo, in Mar Rosso, nel Lago Ladoga, e negli Oceani).
- Dal giugno 2001 al settembre 2002 (in sette puntate): Cronologia delle perdite subite in Mediterraneo dalle Marine delle nazioni alleate durante la seconda guerra mondiale. Parte prima: Unità operanti sotto il controllo britannico; Parte seconda: Unità militari statunitensi, francesi, greche e iugoslave.
- Marzo 2002: I successi degli aerosiluranti italiani e tedeschi in Mediterraneo nella 2ª guerra mondiale.
- Marzo 2004: La prima battaglia della Sirte. Prima parte: Genesi e fallimento dell'operazione M. 41 e pianificazione dell'operazione M. 42.
- Giugno 2004: La prima battaglia della Sirte. Parte seconda: Lo svolgimento dell'operazione M. 42 e le perdite navali britanniche sugli sbarramenti di Tripoli.
- Settembre 2006: La crisi dei convogli libici e l'ultima offensiva aerea dell’Asse contro Malta (10-30 ottobre 1942).
- Maggio 2007: L'Operazione "Aprilia" (13-15 aprile 1942).
- Marzo 2008: L'attività dei Sommergibili e dei Cacciatorpediniere Italiani nel Mediterraneo Orientale nel primo anno di guerra; Prima Parte: 15 – 30 giugno 1940.
- Giugno 2008: L'attività dei Sommergibili e dei Cacciatorpediniere Italiani nel Mediterraneo Orientale nel primo anno di guerra; Seconda Parte: 29 giugno – dicembre 1940.
- Marzo – giugno 2010: La Marina Italiana nel contrasto all'operazione britannica M.F. 5, 13 – 15 febbraio 1942.
- Marzo 2013: L'operazione "Daffodil" nel piano "Agreement". Il fallito sbarco britannico a Tobruch del 14 settembre 1942.
- Anno 2014: L'attacco dei sommergibili di Betasom dalle Isole Bahamas alle coste del Venezuela (febbraio – marzo 1942).

| Controllo di autorità | VIAF (EN) 29751280 · ISNI (EN) 0000 0000 6146 685X · SBN MILV191543 · BAV 495/282579 · LCCN (EN) nb2002010210 · GND (DE) 1233621181 · BNF (FR) cb14434248j (data) |